# MRTニュース
『MRTニュース』（エムアールティーニュース）は、宮崎放送（MRT）で放送されているローカルニュース番組。

## 放送時間

### ラジオ
毎時55分を基本とする。月曜 - 金曜の日中に放送されるワイド番組内では『ニュースタイム』という題名で放送。
一代前のテーマ曲は、2011年3月まで10年以上にわたって使っている。タイトルコールを担当した田中正訓は当時アナウンサーであったが、2007年12月に営業部へ異動した。2011年3月まで変わることなく使われ続けたが、2011年4月にテーマ曲を一新し、題名も「ニュース55」（フィフティファイブ）に変更された。なお、2011年4月以降、『ニュースタイム』の題名は週末のワイド番組内のニュースで使われている。テーマ曲は変更されており、2000年4月3日 - 2002年3月22日（使用時期は資料がないため、正確ではない）に『MRTニュースワイド』のヘッドラインで使われたBGMと同じもの。 

### テレビ
- 昼：月曜 - 金曜『JNNニュース』内11:50、土曜11:54、日曜11:35（月曜 - 金曜は『ひるおび!』に内包）
- 夕方：土曜18:50（独立番組として放送）、日曜17:45（『Nスタ』に内包）
- 夜：月曜 - 木曜『news23』内23:50、金曜22:54（いずれも独立番組として放送）

## 出演者
宮崎放送のアナウンサー・ニュースデスクが当番制で行う。

## 関連番組
- MRTニュース Next（月曜 - 金曜 18:15 - 19:00）
- 報道LIVE トコトン （土曜 16:30 - 17:30）
- JNNニュース
- Nスタ
- 報道特集
- News23
- S☆1